# Élia Eudóxia
Élia Eudóxia (em latim: Aelia Eudoxia; em grego: Αἰλία Εὐδοξία; romaniz.: Ailía Eudoxía) foi uma imperatriz-consorte romana do oriente, esposa do imperador Arcádio. De acordo com Filostórgio, era filha de Bautão, um franco romanizado que serviu como mestre dos soldados (magister militum) no exercito romano do ocidente durante os anos 380.

## Família
A fragmentada crônica de João de Antioquia, um monge do século VII que se identificava como João de Sedre, patriarca ortodoxo sírio de Antioquia entre 641 e 648, considera Bautão como sendo também pai de Arbogasto, o que não é aceito pelos historiadores modernos. A "História do Império Romano Tardio desde a morte de Teodósio I até a morte de Justiniano" (1923) de Bury e o estudo histórico "Theodosian Empresses. Women and Imperial Dominion in Late Antiquity" (1982), de Kenneth Holum consideram que sua mãe era romana e Eudóxia então seria meio bárbara. Contudo, as fontes primárias não mencionam sua linhagem materna.

## Primeiros anos
Seu pai é mencionado pela última vez como cônsul romano com Arcádio no ano 385. Em 388, já estava morto. Segundo Zósimo, Eudóxia começou sua vida em Constantinopla como membro da casa de Promoto, mestre dos soldados do Império Romano do Oriente. Crê-se que até então ela era órfã. Sua entrada para a casa de Promoto pode indicar a amizade entre os dois magisters ou uma aliança política.
Promoto morreu em 391. Segundo Zósimo, Eudóxia viveu com a esposa de Promoto, Marsa, e com seus dois filhos, que foram criados junto com os filhos e co-imperadores do imperador Teodósio I, Arcádio e Honório. Portanto, presume-se que ela já conhecia Arcádio durante seus anos como colega de seu pai. Zózimo conta que Eudóxia foi educada por Pansófio. Seu ex-sucessor foi promovido ao posto de bispo da Nicomédia no ano 402. Wendy Mayer acredita que Eudóxia foi preparada como um veículo para as ambições de sua família.

## Matrimônio
Em 17 de janeiro de 395, Teodósio I morreu em Milão. Arcádio o sucedeu no Oriente e Honório, no Ocidente. Arcádio foi colocado efetivamente sob a guarda de Rufino, prefeito pretoriano do Oriente. Supostamente Rufino pretendia casar sua filha com Arcádio e estabelecer seu próprio parentesco com a dinastia teodosiana. Bury considera que “uma vez que ele era sogro do imperador, Rufino esperava tornar-se imperador”.
Contudo, Rufino se viu distraído com um conflito com Estilicão, mestre dos soldados do Ocidente. O casamento de Eudóxia com Arcádio foi organizado por Eutrópio, um dos oficiais eunucos do Grande Palácio de Constantinopla. O matrimônio teve lugar no dia 27 de abril de 395, sem o conhecimento ou consentimento de Rufino. Para Eutrópio foi uma tentativa de aumentar sua própria influência sobre o imperador e ele esperava conquistar a lealdade da nova imperatriz. Rufino foi um inimigo de Promoto e da casa sobrevivente do mestre dos soldados, incluindo Eudóxia, e provavelmente estava ansioso para minar a sua influência. O próprio Arcádio pode ter se motivado a afirmar sua própria vontade sobre o seu regente. Zózimo conta que Arcádio foi também influenciado pela extraordinária beleza de sua esposa, o que foi considerado duvidoso por eruditos posteriores. Na época, Arcádio tinha cerca de dezoito anos, provavelmente a mesma idade de Eudóxia.

## Imperatriz-consorte
Na década entre seu casamento e sua morte, Eudóxia deu à luz cinco filhos que sobreviveram e uma fonte contemporânea conhecida como Pseudo-Martírio cita mais duas crianças natimortas. Acredita-se que seu autor tenha sido Cosme, aliado de João Crisóstomo, que atribuiu as mortes ao castigo divino pelos dois exílios de João. Zósimo relata rumores amplamente conhecidos de que seu filho Teodósio seria fruto de um caso com um cortesão. Porém,o relato de Zósimo sobre a vida de Eudóxia lhe é geralmente hostil e sua exatidão é duvidosa.

### Atuação política
As fontes escritas descrevem Eudóxia como uma imperatriz ambiciosa, que não hesita em se livrar de seus inimigos. Por exemplo, no caso de Eutrópio, em 399. Para isso, ela teria recebido o apoio do General Gainas, ex-aliado de Eutrópio. Mas João Crisóstomo recebe Eutrópio e o protege graças ao direito de asilo das igrejas. No entanto, Eutrópio tendo-se aventurado fora da igreja, é preso e levado perante Arcádio. Eudoxia o faz exilar em Chipre, de onde ele é pouco depois levado a Calcedônia, para ser julgado e decapitado.
Considera-se que ela e Gainas, o novo mestre dos soldados, intervieram na privação de todos os cargos e a posterior execução de Eutrópio em 399. No entanto, a extensão e a natureza de seu envolvimento são controversas. Não obstante, parece que sua influência pessoal de fato aumentou após a morte do eunuco.
O segundo a ser eliminado é o inquieto general Gainas em 400, então faz massacrar os soldados pela multidão, causando a fuga deste último.
Em 9 de janeiro de 400, Eudóxia recebeu oficialmente o título de Augusta. Também poderia a partir de então levar o paludamento púrpura, representando sua categoria imperial, e foi representada nas moedas romanas. Também circularam imagens oficiais dela em um estilo similar a de um Augusto masculino. Seu cunhado Honório mais tarde se queixaria com Arcádio de que estas moedas chegaram até sua própria corte.
A extensão de sua influência em assuntos da corte e do Estado tem sido objeto de debate entre os historiadores. Filostórgio considera que ela era mais inteligente que seu marido, porém ele afirma que ela sofria de uma "arrogância bárbara". Zósimo a considerava teimosa, mas que ela era manipulada pelos eunucos e mulheres da corte. "Barbarians and Bishops: Army, Church, and State in the Age of Arcadius and Chrysostom" (1990), de Liebeschuetz, considera que as fontes primárias superestimam sua influência enquanto que "The Cambridge Ancient History XIII. The Late Empire A.D. 337-425" (1998) afirma que ela dominou o governo entre 400 e sua morte em 404.
Em 403, Simplício, prefeito urbano de Constantinopla, erigiu uma estátua dedicada a ela sobre uma coluna de pórfiro e uma base de mármore. Arcádio rebatizou a cidade de Selímbria (atual Silivri) para Eudoxiópolis em sua homenagem, mas o nome não pegou.

## Política eclesiástica
Seu papel em assuntos eclesiásticos da época é bem documentado pelas fontes cristãs. Afirma-se que o casal imperial inicialmente apreciava o patriarca de Constantinopla, João Crisóstomo. Quando Crisóstomo ordenou a devolução das relíquias de Focas, a Imperatriz Eudóxia encarrega-se em pessoa de acompanhar a procissão através da cidade, o que agradou o bispo.
Ela era defensora da facção cristã que defendia o credo niceno e, segundo Sócrates de Constantinopla, financiou procissões antiarianas em Constantinopla. Ela também presidiu as celebrações públicas comemorando a chegada de novas relíquias de mártires cristãos à cidade e se juntava às vigílias noturnas. Ela aparece frequentemente nos relatos atuando sozinha em temas religiosos e aparecendo sozinha em público. Arcádio permaneceu notavelmente ausente de acontecimentos públicos.
Uma interpretação é que Eudóxia tomou o papel de patrona da Igreja que antes pertencia aos Augusti de Constantino I em diante. Seu papel levaria a um conflito com João Crisóstomo, arcebispo de Constantinopla. Sua oposição inicial pode ter sido por causa de seus protestos contra a queda e execução de Eutrópio.
Durante seu tempo como arcebispo, João firmemente se recusou a realizar pródigos encontros sociais, o que o fez popular entre o povo e impopular entre os cidadãos ricos e o clero. Suas reformas no clero eram também impopulares entre estes grupos. Ele pediu aos pregadores visitantes que regressassem às suas igrejas - que se supunha que estarem servindo – sem pagar-lhes pelos gastos.
Por volta da mesma época, Teófilo, o patriarca de Alexandria, queria colocar Constantinopla sob o seu domínio e se opôs à nomeação de João para arcebispo na cidade. Sendo um oponente aos ensinamentos de Orígenes, acusou João de ser demasiado parcial em relação aos ensinamentos do teólogo. O conflito começou quando Teófilo disciplinou quatro monges egípcios (conhecidos como os "Grandes Irmãos") por seu apoio a Orígenes. Eles fugiram e João os recebeu. Crisóstomo também já havia conquistado a inimizade de Élia Eudóxia, que se sentiu ofendida pelas denúncias de extravagância no vestuário feminino feitas por ele.
Dependendo do ponto de vista que se defenda, João carecia de tato - ou de temor - quando denunciava ofensas de altos cargos. Se aliaram contra ele Eudóxia, Teófilo e outros de seus inimigos e celebraram um sínodo em 403 (o chamado "Sínodo do Carvalho") para acusar João, no qual sua conexão com seguidores de Orígenes foi usada contra ele. Ele terminou deposto e exilado. Arcádio chamou-o de volta quase que imediatamente, pois o povo se tornou "tumultuoso" após a sua partida. Houve também um terremoto na noite de seu exílio e Eudóxia interpretou-o como um sinal da ira de Deus, o que a levou a pedir a Arcádio a restauração de João.
A paz não durou muito tempo. Uma estátua de prata de Eudóxia foi erigida perto de sua catedral e Crisóstomo denunciou as cerimônias de dedicação. Ele discursou contra ela em termos duros: "Novamente Herodíade delira; novamente se preocupa; dança outra vez; e novamente deseja receber a cabeça de João em sua bandeja", uma alusão aos acontecimentos que levaram à morte de João Batista.
João novamente foi expulso, desta vez para o Cáucaso, na Armênia. Eudóxia não sobreviveu por muito tempo. Sua sétima e última gravidez terminou em aborto ou, segundo Pseudo-Martírio, em uma segundo criança natimorta. Ela sofreu de hemorragia e morreu de uma infecção um pouco depois. O Pseudo-Martírio celebra sua morte e a considera a imperatriz como sendo uma segunda Jezabel.

## Filhos
Eudóxia e Arcádio tiveram, pelo que sabe-se, cinco filhos. A principal fonte de seus nascimentos e mortes é a crônica de Amiano Marcelino:
- Flacila (n. 17 de junho de 397). Seu nascimento foi documentado por Amiano. Morreu antes de seu pai. É a única de suas filhas que não está mencionada como viva em sua morte no ano 408;
- Pulquéria (19 de janeiro de 399 – 453). Reinou como regente e imperatriz junto com o irmão Teodósio. Casou-se depois da morte dele com Marciano.
- Arcádia (3 de abril de 400 – 444);
- Teodósio II (10 de abril de 401 – 28 de julho de 450);
- Marina (12 de fevereiro de 403 – 449).